# Фаунтін (Міннесота)
Фаунтін (англ. Fountain) — місто (англ. city) в США, в окрузі Філлмор штату Міннесота. Населення — 409 осіб (2020).

## Географія
Фаунтін розташований за координатами 43°44′29″ пн. ш. 92°8′3″ зх. д. / 43.74139° пн. ш. 92.13417° зх. д. (43.741369, -92.134206).  За даними Бюро перепису населення США в 2010 році місто мало площу 2,15 км², уся площа — суходіл. В 2017 році площа становила 2,57 км², уся площа — суходіл.

## Демографія
Згідно з переписом 2010 року, у місті мешкало 410 осіб у 171 домогосподарстві у складі 112 родин. Густота населення становила 191 особа/км².  Було 177 помешкань (82/км²).
Расовий склад населення:
| - 98,0 % — білих - 0,5 % — азіатів - 0,2 % — корінних американців |

До двох чи більше рас належало 0,5 %. Частка іспаномовних становила 2,0 % від усіх жителів.
За віковим діапазоном населення розподілялося таким чином: 27,1 % — особи молодші 18 років, 58,8 % — особи у віці 18—64 років, 14,1 % — особи у віці 65 років та старші. Медіана віку мешканця становила 37,3 року. На 100 осіб жіночої статі у місті припадало 103,0 чоловіків;  на 100 жінок у віці від 18 років та старших — 96,7 чоловіків також старших 18 років.
Середній дохід на одне домашнє господарство  становив 65 564 долари США (медіана — 60 000), а середній дохід на одну сім'ю — 75 149 доларів (медіана — 75 000). За межею бідності перебувало 3,6 % осіб, у тому числі 3,6 % дітей у віці до 18 років та 0,0 % осіб у віці 65 років та старших.
Цивільне працевлаштоване населення становило 248 осіб. Основні галузі зайнятості: освіта, охорона здоров'я та соціальна допомога — 36,3 %, роздрібна торгівля — 12,1 %, виробництво — 9,3 %, мистецтво, розваги та відпочинок — 8,5 %.